# Daube

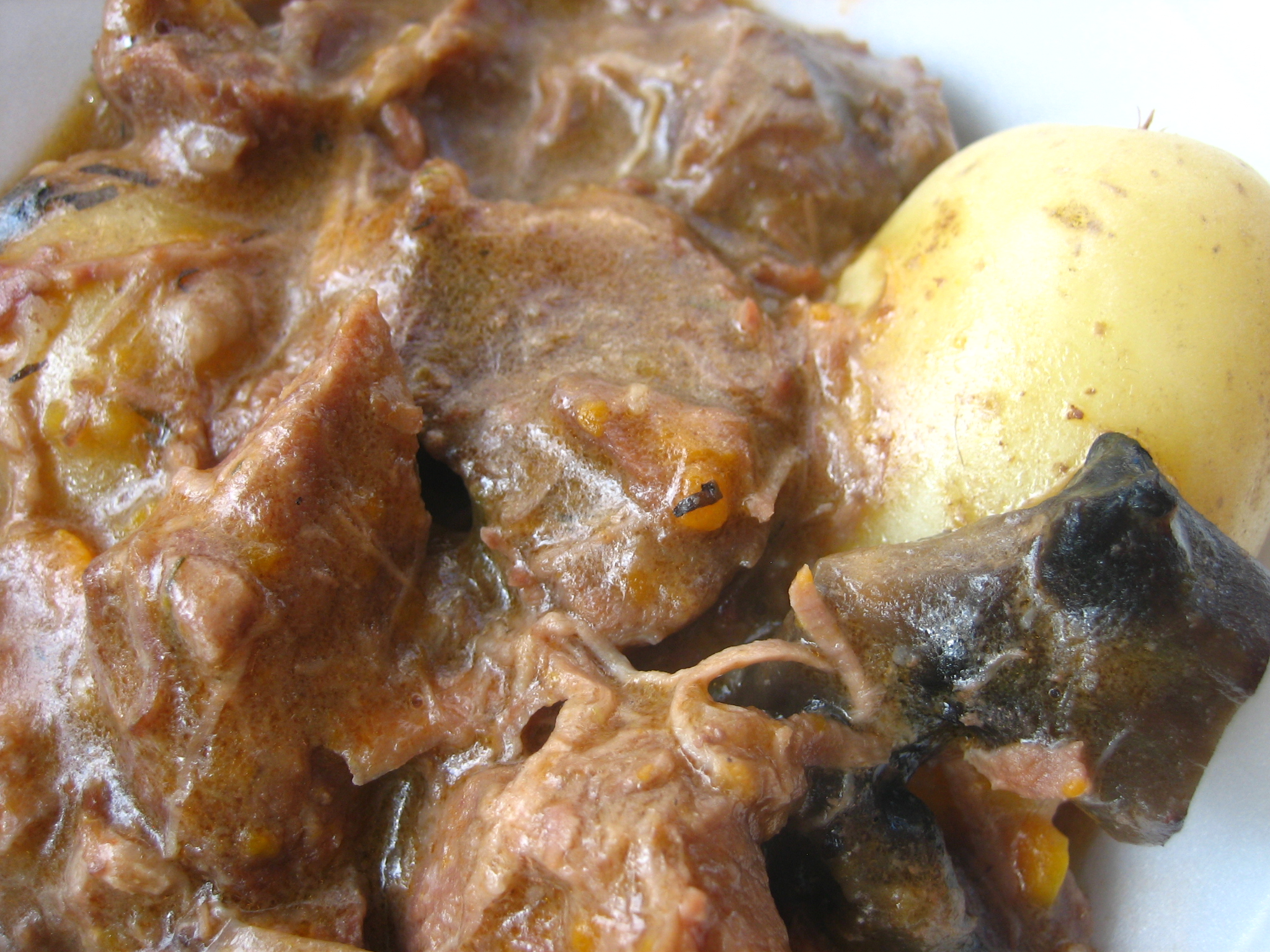
Buey en daube.

La daube, o buey en daube, es un clásico estofado francés de la región de Provenza. Se elabora con carne de buey (o de toro) cortada en tacos y previamente adobada en vino tinto (de ahí el nombre daube, de adoubà, en provenzal ‘adobo’). Después se brasea añadiendo vino tinto, zanahorias, ajo, aceitunas negras y hierbas provenzales. Aunque la mayoría de las recetas tradicionales usan vino tinto, algunas personas prefieren emplear vino blanco, que le confiere un aroma más ligero. Se sirve tradicionalmente con pasta o patatas (cocidas, asadas o en puré), y se acompaña con vino tinto.
Diversas variantes añaden también ciruelas, vinagre, brandy, lavanda, nuez moscada, canela, clavo, bayas de enebro o piel de naranja. En las regiones del suroeste de Francia la carne se rehoga en grasa de pato. Para lograr mayor sabor se deja enfriar durante un día antes de ser consumido, para permitir que los sabores se mezclen. En la región francesa de La Camarga, los toros muertos durante la lidia se usan a menudo para elaborar daube. En la región de Aviñón, la daube se hace con carne de cordero y se adoba y guisa en vino blanco.